# Брайерли, Сару
Сару Брайерли (англ. Saroo Brierley, хинди शेरु मुंशी खान; род. 15 июня 1981, Кхандва, Мадхья-Прадеш) — австралийский бизнесмен индийского происхождения, который в возрасте пяти лет был разлучен со своей семьей. Он был усыновлен парой из Австралии и 25 лет спустя нашел свою родную мать. Его история вызвала общественный резонанс в СМИ, особенно в Австралии и Индии.
Его автобиография «Долгая дорога домой» была опубликована в 2013 году в Австралии, стала популярна в мире в 2014 году и адаптирована для фильма «Лев» (2016 год), в главных ролях сыграли Дев Патель в роли Сару и Николь Кидман в роли его приемной матери Сью Брайерли.

## История Сару
Сару Брайерли (настоящее имя — Шеру Мунши Хан (англ. Sheru Munshi Khan) Шеру с персидского — лев, Хан — тюркский титул) родился в Ганеш-Талай, пригороде Кхандвы в штате Мадхья-Прадеш. Когда он был маленький, его отец ушел из семьи. После его ухода семья осталась жить в нищете. Его мать работала на стройке, чтобы содержать себя и детей. Денег часто не хватало даже на еду, поэтому у неё не было средств на образование детей.
Когда Сару было 5 лет, он и его старшие братья Гуду и Каллу попрошайничали на железнодорожной станции. Гуду иногда подрабатывал, подметая вагоны. Однажды Гуду собирался поехать на подработку из Хандвы в Бурханпур, что в 70-ти километрах (43 миль) к югу, и Сару попросил взять его с собой. Когда они приехали в Бурханпур, Сару был настолько уставшим, что лег на скамейку на платформе. Гуду попросил его подождать и ушел, пообещав скоро вернуться. Гуду не вернулся (впоследствии выяснится, что в ту ночь Гуду погиб под поездом), и Сару стал беспокоиться, он увидел поезд на станции, подумав, что его старший брат там, он зашел в пустой вагон. Надеясь, что его брат скоро вернется за ним, он уснул. Когда он проснулся, поезд проносился по незнакомым городам. Иногда поезд останавливался на небольших станциях, но Сару не мог открыть двери вагона. Сару доехал до Калькутты и выбрался из поезда, когда кто-то открыл дверь. Сару не знал, что оказался в 1500 километрах от дома. Сару попытался вернуться домой на разных поездах, но все они оказывались пригородными поездами, и, в конце концов, доставляли его обратно на железнодорожную станцию Хавра в Калькутту.
Неделю или две он жил на железнодорожной станции, питался отбросами и спал под сидениями на станции. Потом он отправился в город, бродяжничал на улицах Калькутты и через какое-то время его подобрал работник железной дороги и приютил, но после того, как этот служащий показал Сару своему другу, Сару почувствовал неладное и бежал, мужчины пытались его поймать, но Сару удалось ускользнуть. Сару встретил мальчика, который отвел его в полицию и заявил, что тот потерялся. Полиция передала Сару в детский приют.
Через несколько недель Сару передали в социальный центр поддержки и усыновления. Служащие пытались найти его родную семью, но Сару знал не много о себе и не мог назвать города, откуда он родом. Он был официально признан потерявшимся и отдан на усыновление в семью в город Хобарт в австралийском штате Тасмания.
Тем временем его родная мама Камла Мунши искала своих сыновей. Через пару недель полиция нашла тело Гуду на железной дороге в километре от Бурханпура. Он погиб под поездом. Мать продолжала поиски Сару, передвигаясь на поездах по разным городам и посещала каждую неделю мечеть, чтобы молиться о возвращении сына.

## Поиски семьи
Сару вырос в Хобарте в австралийской семье. Его новые родители также усыновили другого мальчика из Индии, Мантуша. Сару выучил английский язык и вскоре забыл хинди. Он изучил гостиничное дело в Австралийской Международной Гостиничной Школе в Канберре. Уже будучи взрослым, он потратил много времени на поиски дома, изучая спутниковые изображения земли в Гугл Земля (Google Earth), кропотливо осматривая на карте все железнодорожные линии, исходящие из Калькутты. Он опирался на свои смутные воспоминания о том, как все выглядело вокруг станции Бурханпур, хотя он и не знал названия станции, помнил первую букву названия — букву Б.
Поздней ночью в 2011 году он наткнулся на небольшую железнодорожную станцию и вспомнил, что именно там он сел в пустой вагон поезда. Название этой станции было Бурханпур, очень близко к фонетическому написанию, которое он помнил с детства. Он изучил спутниковые снимки железной дороги на север и нашел город Хандва. У него не было воспоминаний об этом названии, но в самом городе он нашёл знакомые с детства места, например, фонтан возле железнодорожных путей, где он играл. Он смог проследить путь по улицам до того места, где раньше жил он и его семья. Сару связался с группой в Facebook в Хандве, и эта группа подтвердила его убеждение, что Хандва его родной город.
В 2012 году Сару отправился в Хандву в Индию и расспрашивал жителей, знали ли они о какой-либо семье, потерявшей сына 25 лет назад. Он показал свои детские фотографии, и местные привели его к матери. Он также увидел свою сестру Шекилу и брата Каллу, сестра стала школьной учительницей, а брат начальником (руководителем) фабрики. Когда Сару и Гуду пропали, их мать смогла позволить себе отправить детей в школу. Воссоединение семьи широко освещалось индийскими и международными СМИ.